# Isabella Holland
Isabella Holland (ur. 2 stycznia 1992 w Brisbane) – australijska tenisistka. Preferuje na nawierzchni ziemnej i twardej.
Zadebiutowała w 2006 roku na niewielkim turnieju cyklu ITF w Gladstone w Australii, na którym przegrała w drugiej rundzie z rodaczką Daniellą Dominikovic. W 2008 roku doszła do finału gry singlowej turnieju w Kawanie, w którym przegrała z Jarmilą Groth. Następny rok przyniósł jej sukces w postaci wygranego turnieju deblowego w Darwin, gdzie w parze z rodaczką Sally Peers pokonały parę Alenka Hubacek i Jessy Rompies. W kwietniu 2011 roku wygrała swój pierwszy turniej w grze singlowej, na turnieju w Uzbekistanie, pokonując w finale Tetianę Arefiejewą z Ukrainy.
W 2008 roku, również w parze z Sally Peers, dotarły do finału juniorskiego Wimbledonu, w którym przegrały z parą Polona Hercog i Jessica Moore. W wielkoszlemowym turnieju seniorskim wystąpiła w 2009 roku, w Australian Open, ale zakończyła grę na pierwszej rundzie.
We wrześniu 2011 roku weszła po raz pierwszy w karierze do drugiej setki światowego rankingu WTA, na miejsce 199.

## Wygrane turnieje rangi ITF
| turnieje z pulą nagród 100 000 $ |
| turnieje z pulą nagród 75 000 $  |
| turnieje z pulą nagród 50 000 $  |
| turnieje z pulą nagród 25 000 $  |
| turnieje z pulą nagród 15 000 $  |
| turnieje z pulą nagród 10 000 $  |

### Gra pojedyncza
|    | Data       | Turniej   | Kat. | ($)    | Naw.   | Finalistka         | Wynik         |
| 1. | 30/04/2011 | Karszy    | ITF  | 25 000 | twarda | Tetiana Arefiejewa | 7:5, 6:4      |
| 2. | 15/09/2013 | Toowoomba | ITF  | 15 000 | twarda | Zuzana Zlochova    | 2:6, 7:6, 6:3 |

## Finały juniorskich turniejów wielkoszlemowych

### Gra podwójna (1)
| Końcowy wynik | Rok  | Turniej   | Nawierzchnia | Partnerka   | Przeciwniczki               | Wynik finału  |
| Finalistka    | 2008 | Wimbledon | Trawiasta    | Sally Peers | Polona Hercog Jessica Moore | 3:6, 6:1, 2:6 |